# Scrooge: conte de Nadal
Scrooge: conte de Nadal (originalment en anglès, Scrooge: A Christmas Carol) és una pel·lícula britànica d'animació musical de 2022, dirigida per Stephen Donnelly. Escrita per Leslie Bricusse, està basada en el personatge d'Ebenezer Scrooge de la novel·la Cançó de Nadal de Charles Dickens.
Es va estrenar a la plataforma de reproducció en línia Netflix el 2 de desembre de 2022 amb el doblatge i subtítols en català. És considerada la primera pel·lícula musical en català produïda per Netflix.
El doblatge va ser produït per International Sound Studio i dirigit per Maria Lluïsa Magaña a partir de la traducció de Martí Mas. Compta amb les veus de Joan Carles Gustems (Ebenezer Scrooge), Victòria Pagès (fantasma del Nadal passat), Ivan Labanda (Harry), Carles Lladó (Bob Cratchit) i Isabel Valls (Isabel Fezziwig), entre d'altres. El repartiment de veus original en anglès disposa de Jessie Buckley, Luke Evans, Olivia Colman, Jonathan Pryce, Johnny Flynn i James Cosmo.

## Sinopsi
La pel·lícula se centra en les desventures d'Scrooge, un vell ric amargat que tindrà la visita dels fantasmes de Nadal, i que veurà com continua la seva vida si continua sent una persona malvada.

## Doblatge
| Personatge                | Doblatge original    | Doblatge en català |
| ------------------------- | -------------------- | --- |
| Ebenezer Scrooge          | Luke Evans           | Joan Carles Gustems Sergi Albert (cançons) |
| Ebenezer Scrooge de petit | Sil van der Swan     | Sergi Trifol (cançons) |
| Fantasma del Nadal passat | Olivia Colman        | Victòria Pagès |
| Harry Huffman             | Fra Fee              | Ivan Labanda |
| Jen Scrooge               | Jemima Lucy Newman   | Isona Marmol |
| Bob Cratchit              | Johnny Flynn         | Carles Lladó |
| Isabel Fezziwig           | Jessie Buckley       | Isabel Valls |
| Fantasma del Nadal actual | Trevor Dion Nicholas | Carles di Blasi Miquel Roldan (cançons) |
| Jacob Marley              | Jonathan Pryce       | Lluís Marco |
| Tom Jenkins               | Giles Terera         | Xavi Fernández |
| Sr. Feezziwig             | James Cosmo          | Toni Sevilla |
| Tiny Tim                  | Rupert Turnbull      | Alex Rodés |
| Ethel Cratchit            | Rebecca Gethings     | Nerea Alfonso |
| Jollygoode                | Ayesha Antoine       | Fina Rius |
| Beryl                     | Zaris-Angel Hator    | Airí Cors |
| Kathy Cratchit            | Devon Pomeroy        | Celia Sol Noa Memba (cançons) |
| Cor femení                | Cor femení           | Aina Gordo, Sarai Martínez i Minneiah Gordo |
| Cor masculí               | Cor masculí          | José Cañal, Samuel Palacios i Pablo Samuel Planes |
| Veus addicionals          | Veus addicionals     | Hernán Fernández, Victor Hom, Elisabeth Bargalló, Roser Aldabó, Pau López, Miquel Bonet, Jaume Mallofré, Jordi Nogales, Miriam Alier, Genís Espí i Martina Espí |